# Adeloparius luridipes
Adeloparius luridipes är en skalbaggsart som beskrevs av Edgar von Harold 1861. Adeloparius luridipes ingår i släktet Adeloparius och familjen Aphodiidae. Inga underarter finns listade i Catalogue of Life.